# Edward Hooper
Pour les articles homonymes, voir Hooper.
Ne doit pas être confondu avec Edward Hopper.
Edward Hooper (né en 1951) est un journaliste britannique. Il a passé une grande partie de sa vie en Afrique où il a exercé différents métiers. Il y fut notamment correspondant de la BBC.

## Biographie
Il est principalement cité pour son livre The river : a journey to the source of HIV and AIDS, un ouvrage controversé qui fait suite à dix-sept années d'enquête et qui lie l'apparition du sida à des campagnes de vaccination contre la poliomyélite dans le Congo belge. Cette thèse est connue sous le nom de Théorie du vaccin oral anti-polio.
Une étude parue dans Nature en 2004 avance des arguments à l'encontre de cette hypothèse, qualifiant en conclusion celle-ci de « réfutée ». Edward Hooper a par ailleurs répondu aux accusations de Nature dès 2004. Il s'étonne qu'on dénote aujourd'hui une telle différence entre ces deux espèces de chimpanzés, alors que dans un article publié récemment par Nature, un scientifique évoquait la possibilité de ne parler que d'une seule et même espèce, tant les similitudes étaient grandes[réf. nécessaire]. Dans un second article publié la même année il s'insurge contre des intérêts personnels qui conduiraient selon lui ses détracteurs à falsifier et miner toute recherche de vérité dans ce domaine,.
La théorie du vaccin contre la poliomyélite comme origine du sida n'est pas reconnue par la communauté scientifique, Edward C. Holmes (en) indiquant dans un article paru en novembre 2007 que cette théorie était « rangée sur les étagères de la science fiction ». En 2001, La Recherche, qui ne dénigre pas la qualité du travail de Hooper, affirmait aussi que ses thèses avaient été réfutées à la suite d'une expertise approfondie (dont l'analyse PCR de lots d'échantillons de vaccins utilisés à l'époque, ce qui a permis de montrer que l'ADN cellulaire des préparations vaccinales provenait bien de cellules de macaques et non de chimpanzés comme l'avait écrit Hooper) .

## Publications
- Slim: One Man's Journey Through the Aids Zone of East Africa., 1990
- The River, A Journey to the Source of HIV and AIDS,  (ISBN 0-316-37261-7)  (ISBN 0-7139-9335-9)  (ISBN 0-920674-23-2)  (ISBN 0-14-028377-3)  (ISBN 0-316-37137-8)

## Documentaire télévisé
- Les origines du SIDA sur IMDb, sur Dailymotion, sur Youtube